# Yavu-Bergland

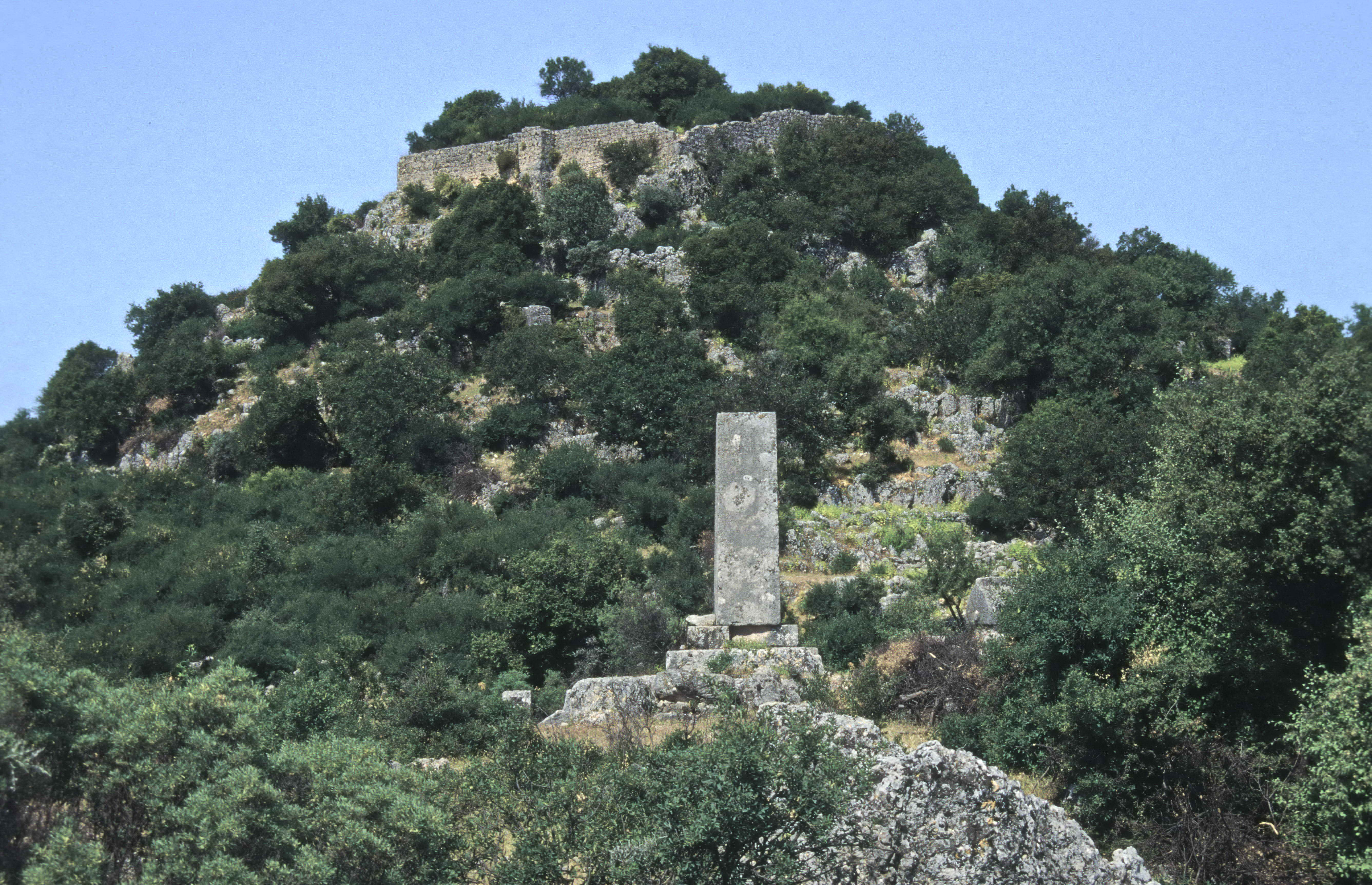
Überall inmitten der Macchie des Yavu-Berglandes stößt man auf Reste antiker Stätten: Hier die Ruinen der antiken Siedlung Apollonia, in lykischer Zeit ein Herrensitz, der zusammen mit Aperlai, Isinda und Simena mit einer Stimme im lykischen Bund vertreten war.

Das Yavu-Bergland in der Türkei bildet als Teil des südwestlichen Gebirgsblocks der Bey Dağları (Westtaurus) eine kaum 200 km² große topographisch isolierte, gut abgrenzbare und dünn besiedelte Karstlandschaft des »mittleren lykischen Berglandes« an der türkischen Südwestküste, Provinz Antalya. Wegen ihrer Abgelegenheit trat die Region trotz ihrer zahlreichen, aber bislang wenig bis unbekannten historischen Stätten – darunter die antike Stadt Kyaneai – erst vor wenigen Jahren ins Licht der Öffentlichkeit. Es verkörpert trotz junger sozio-ökonomischer Überprägung durch Tourismus und Anbau von Sonderkulturen in einigen wenigen, zumeist küstennahen Bereichen und trotz seiner relativen Nähe zu Europa insgesamt eine Kulturlandschaft, die man zu den typischen traditionell ausgeprägten ländlichen Peripherräumen der Türkei rechnen muss. Ausnahmen bilden, bereits randlich am Fuß des Berglandes gelegen, lediglich drei lokale Zentren an der insgesamt stark gegliederten Steilküste: Das lebhafte Fremdenverkehrsstädtchen Kaş im Nordwesten, das Landwirtschaftszentrum Demre (Kale/Myra) am Rand einer intensiv genutzten Küstenebene im südöstlichen Winkel sowie zwischen diesen der touristisch stark geprägte Doppelort Üçağızköy/Kaleüçağız/Kaleköy (Kekova).

## Naturraum

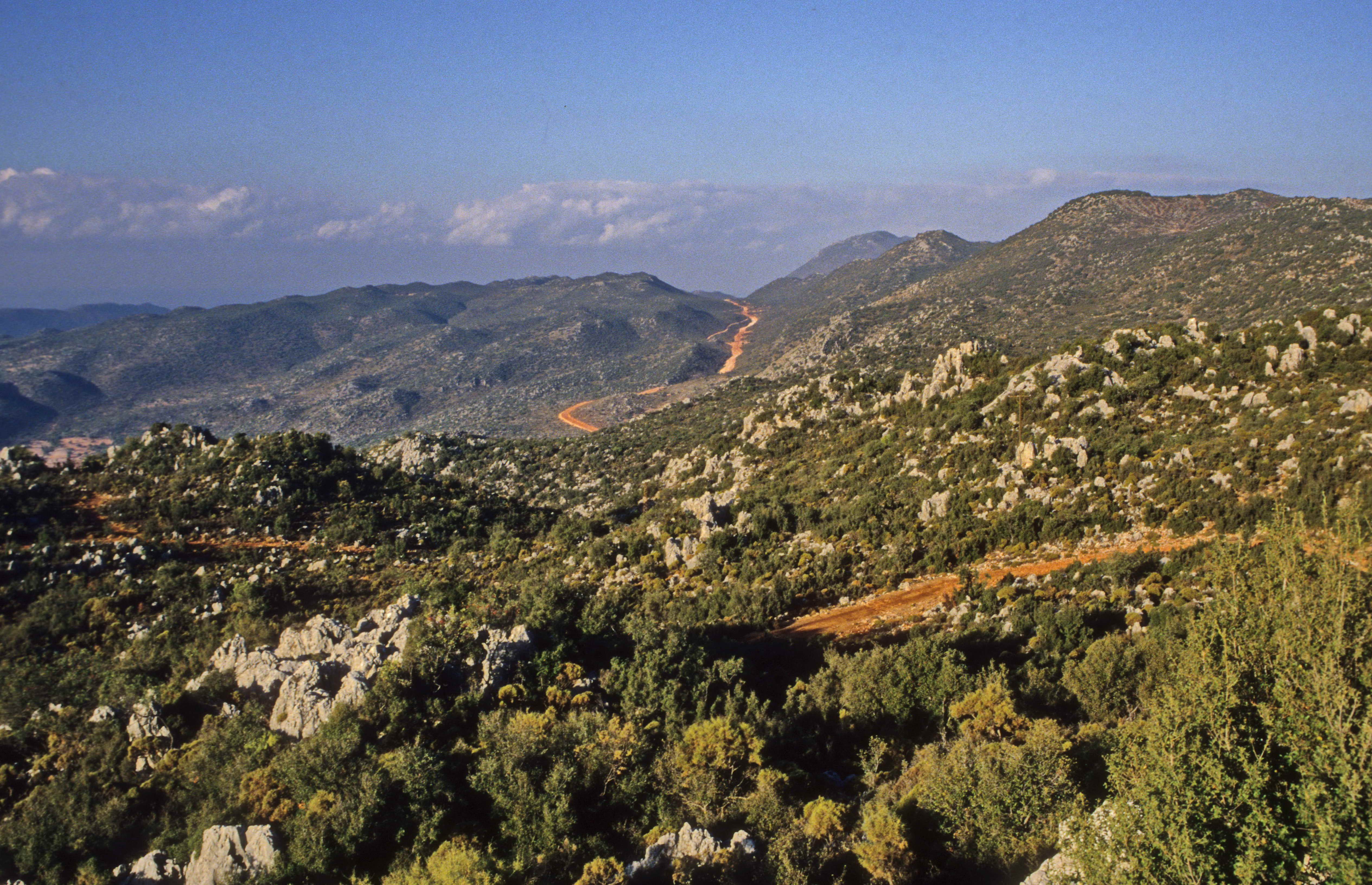
Der Blick von den Ruinen der antiken Siedlung Trysa offenbart den landwirtschaftlich problematischen Naturlandschaftscharakter des Yavu-Berglandes

Gegenwärtig wie auch in der jüngeren Vergangenheit zählt das Bergland von Yavu als Zentrum der dünn besiedelten Kulturlandschaften Südlykiens zum peripheren Südwesten der Türkei. Entsprechend bemerkt C. Ritter zu »diesem so inhaltsreichen Triangelgebiete«, »dem Gau Cyaneae« (Kyaneia), er sei im Gegensatz zu anderen Regionen Anatoliens noch bis zur Mitte des 19. Jahrhunderts fast unbesucht geblieben. Lediglich die Reisenden Schönborn, Spratt und Forbes sowie Fellows hätten den Landstrich kurz gestreift. »Alle anderen Beobachtungen fehlen über ihn.«

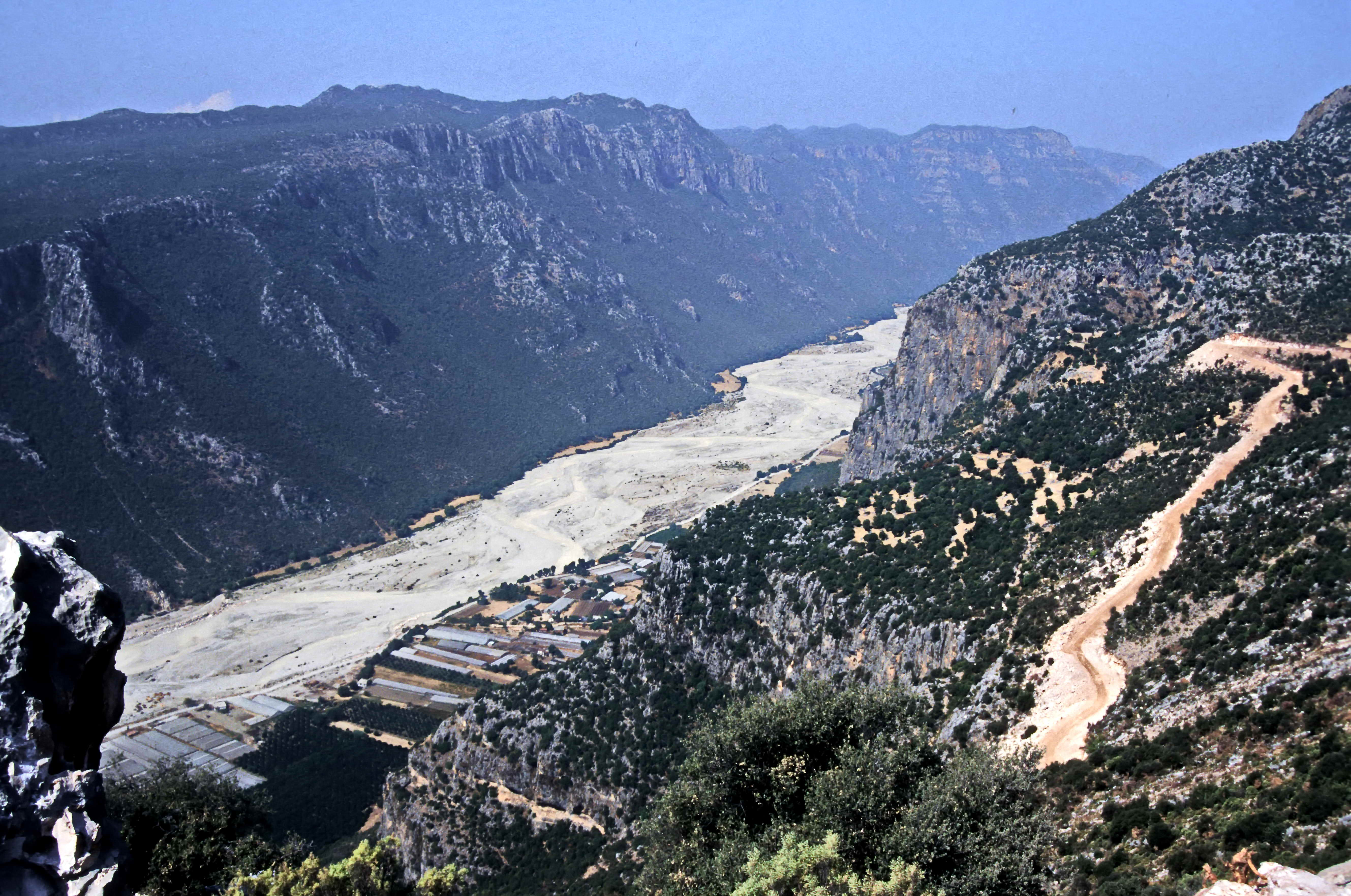
Das Schotterbett des tief eingeschnittenen Tals des Demre Çayı markiert zwischen Kasaba und Demre die markante Nordgrenze des Yavu-Berglandes

Im Nordwesten begrenzt die große Verwerfung des Beckens von Kasaba das Yavu-Bergland. Im Nordosten bildet der enge und tiefe Durchbruch des Demre Çayı (antik: Myros) die Grenze und im Süden die buchtenreiche Steilküste von Kekova. Somit ist dieses Stück Kulturlandschaft als nahezu gleichschenkliges Dreieck topographisch isoliert aus dem südwestlichen Gebirgsblock der Bey Dağları herausmodelliert.

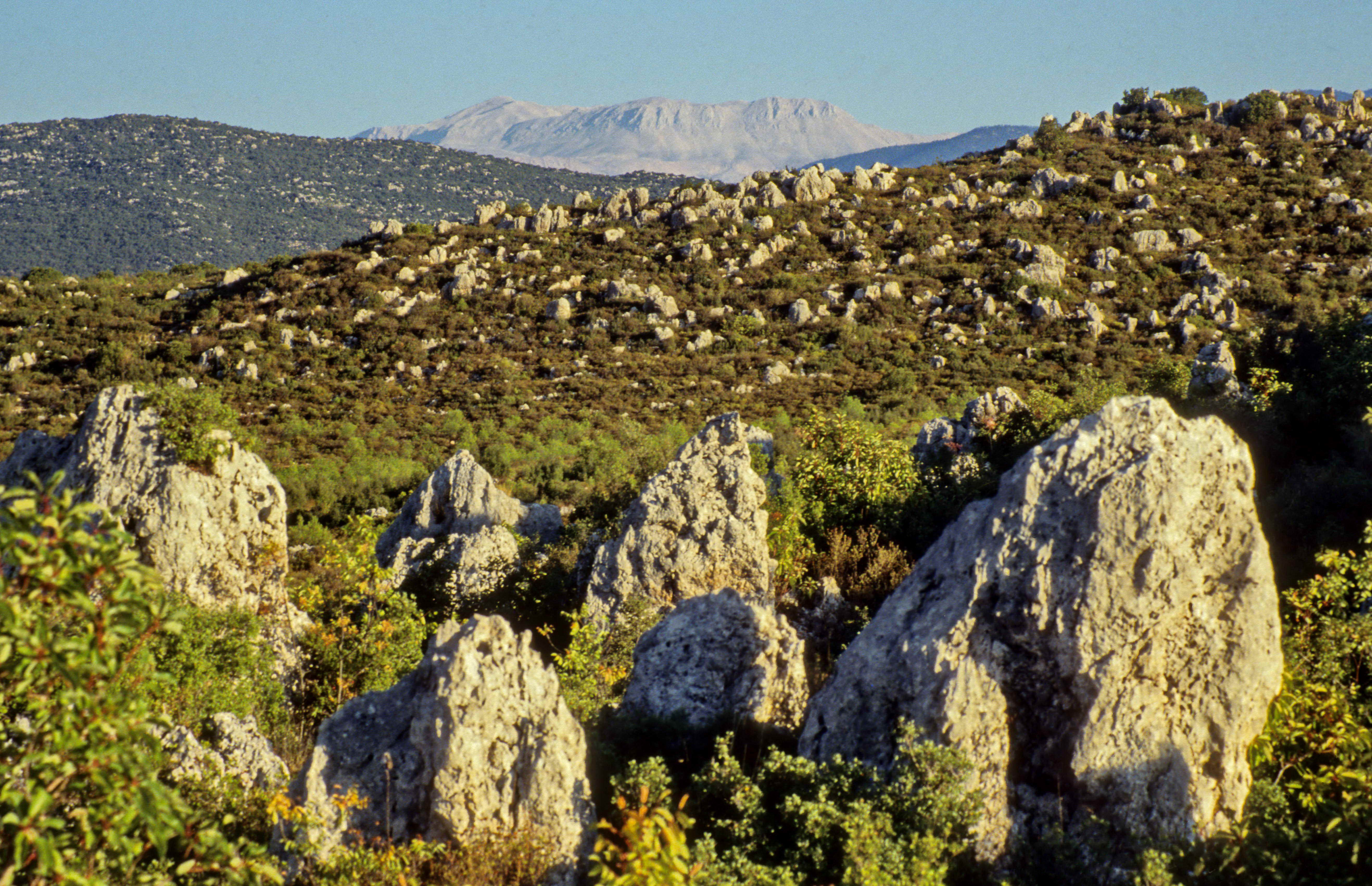
Das Bild zeigt einen Teil der von scharfkantigen Kalkfelsen durchsetzte Karstlandschaft mit niedriger Macchie im Yavu-Bergland bei Nadarlar. Im Hintergrund das kahle Massiv des Akdağ

In der Literatur erscheint diese gut abgrenzbare Karstlandschaft des »mittleren lykischen Berglandes« unter dem Begriff »highland plain«, als »Dembre-Plateau oder Plateau von Kyaneai« bzw. als »Demre-Plateau«. Frühe Reisende haben bereits deutlich gemacht, dass dieser Landschaftsteil Lykiens keine echte Plateaulandschaft darstellt. Bereits Petersen und Luschan erklären: »Die zu diesen Ortschaften gehörigen Ebenen ungleichen (sic!) Niveaus stehen untereinander meistens durch Terrainfurchen in Verbindung. So kann man zwischen den Ebenen ... zirkulieren ohne bemerkenswerthes Auf- und Niedersteigen. Die Berge erheben sich noch bis an 300 m (l) über jenem Durchschnittsniveau« der intramontanen Becken (460–490 m). Dieses Bergland gliedert sich von NW nach SE in mehrere etwa gleich breite Partien unterschiedlichen geologischen Alters, die alle überwiegend aus kretazischen und tertiären Karbonatgesteinen aufgebaut sind. Bisweilen kräftig verstellte und bruchtektonisch beanspruchte eozäne (tertiäre) Kalke des Lutet wechseln mit Riffkalken der Oberkreide. Markante naturräumliche Grenzen zeichnen derartige Linien des Fazieswechsels oder tektonische Linien häufig deutlich nach und geben der Landschaft die typische Großgliederung in Horste, Senken und Stufen. Insgesamt ergibt sich ein in sich klein gekammertes, getrepptes Bergland, dessen innere Gliederung zum einen vom Streichen der Hauptgebirgsrichtung der Bey Dağları (SW -NE), zum anderen von einzelnen konsequenten, aber auch quer dazu verlaufenden tektonischen Störungen und nicht zuletzt vom geologisch-mineralogischen Substrat (Kalke) und damit von einem Karst-Großformenschatz bestimmt wird.
Das Dreieck des Yavu-Berglandes ist infolge seiner geringen Ausdehnung, aufgrund seiner hydrologischen Isolierung und seines wasserdurchlässigen geologischen Substrats hinsichtlich des Wasserhaushalts extrem benachteiligt. Dauergewässer gibt es nicht. In mittleren und höheren Lagen, ja selbst in den unteren Partien sind Karst-Quellen selten. Eine gesicherte Wasserversorgung der Dörfer wird inzwischen seit 2000 vom Elmalı-Plateau aus gewährleistet durch eine zentrale Trinkwasser-Versorgungsleitung aus der über 50 km entfernten Çayboğazı-Talsperre. Zuvor erfolgte diese Versorgung fast ausschließlich aus zahllosen Zisternen (Brauchwasser, Trinkwasser, Viehtränken).

## Klima und Vegetation

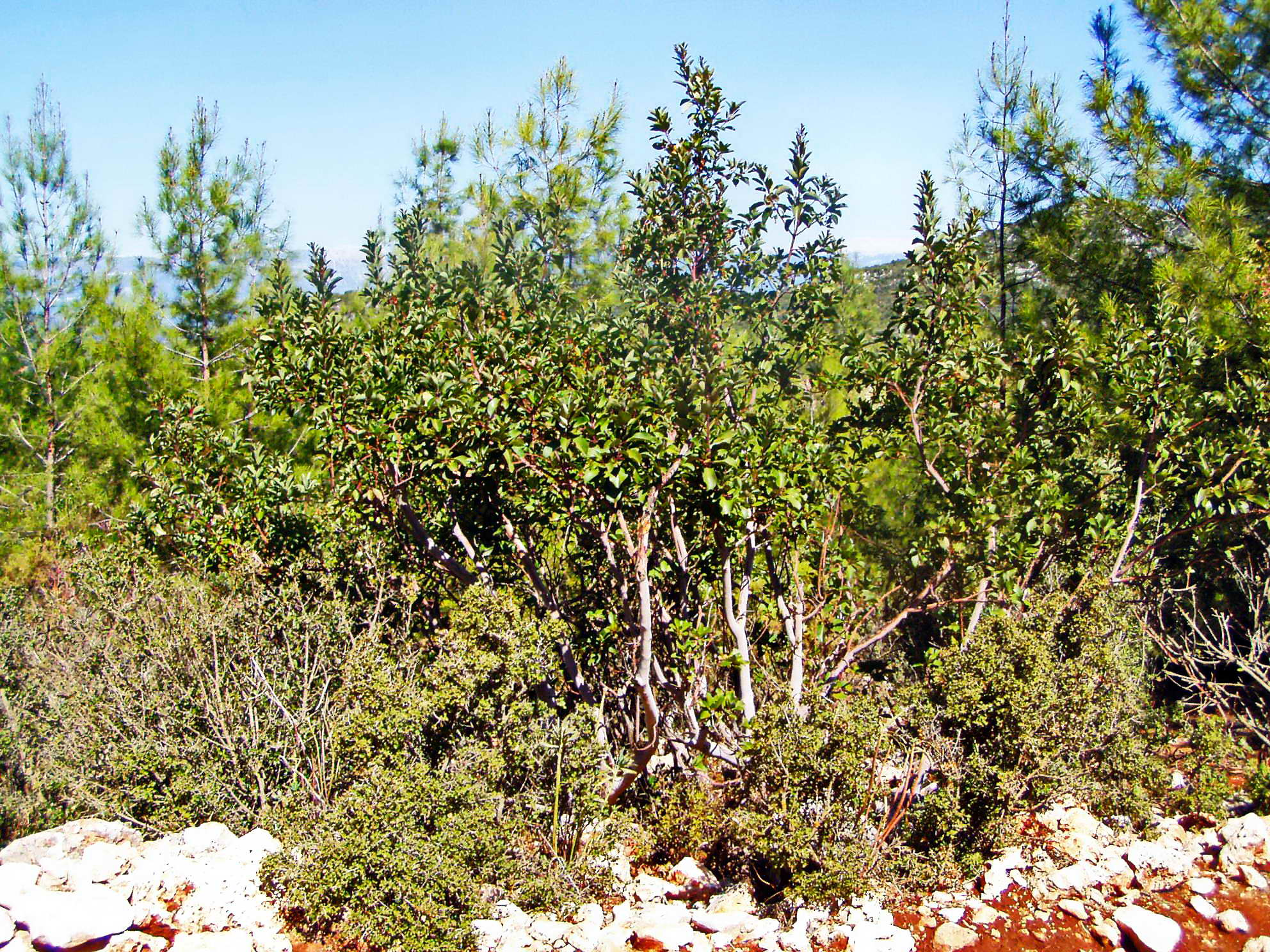
Typische fast undurchdringliche Macchie-Bestände beherrschen weite Teile der „Wälder“ des Yavu-Berglandes

Die Hauptrichtung der Gebirgsketten der Bey Dağları von SW nach NO öffnet das Gebiet des Yavu-Berglandes den vorherrschend aus Südwesten kommenden milden Winterregen. Trotz Gesamt-Jahresniederschlägen von bis zu 1500 mm wird die natürliche Vegetation von Trockenwäldern beherrscht, da in der Regel vom späten Frühjahr an bis in den Spätherbst hinein – abgesehen von lokalen Hitzegewittern – im Zuge der mediterranen sommerlichen heißen Trockenperiode keine nennenswerten Niederschläge fallen. Die Masse einst hochständigen Waldes aus immergrünen Eichen, Pinien und Kiefern wurde allerdings sukzessive schon in der Vergangenheit (vor dem und im 19. Jahrhundert) unkontrolliert geschlagen. Heute findet man richtigen Wald im Yavu-Bergland nur noch in Restbeständen in Rückzugslagen. Zwar werden heute für den Kreis Kaş in den Statistiken noch über 80 % Waldbedeckung angegeben, der überwiegende Bestand ist aber eine typische dichte Buschwald-Macchieform (82 %) aus niedrigen Steineichen und Kermeseichen, wildem Ölbaum, Mastixstrauch, Christusdorn, Stechginster, Ladanstrauch, dornigem Wiesenknopf u. a., der fast ausschließlich Weidezwecken oder der Köhlerei dient.

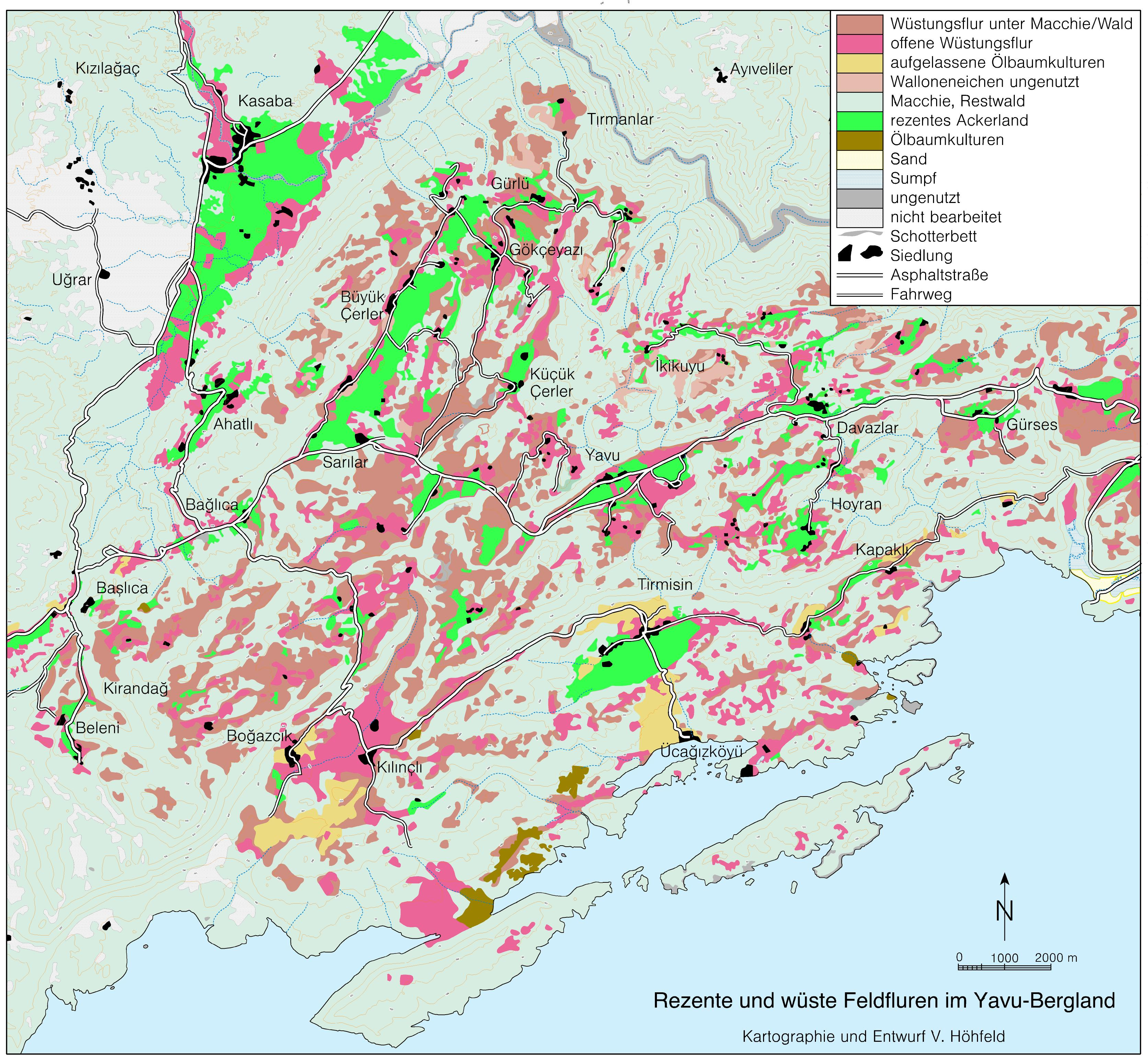
Die Karte zeigt die aufgrund des vorgegebenen Karst-Reliefs rezent eingeschränkt kultivierten und früher deutlich ausgedehnteren (heute aufgelassenen) landwirtschaftlichen Nutzungsstrukturen im Yavu-Bergland

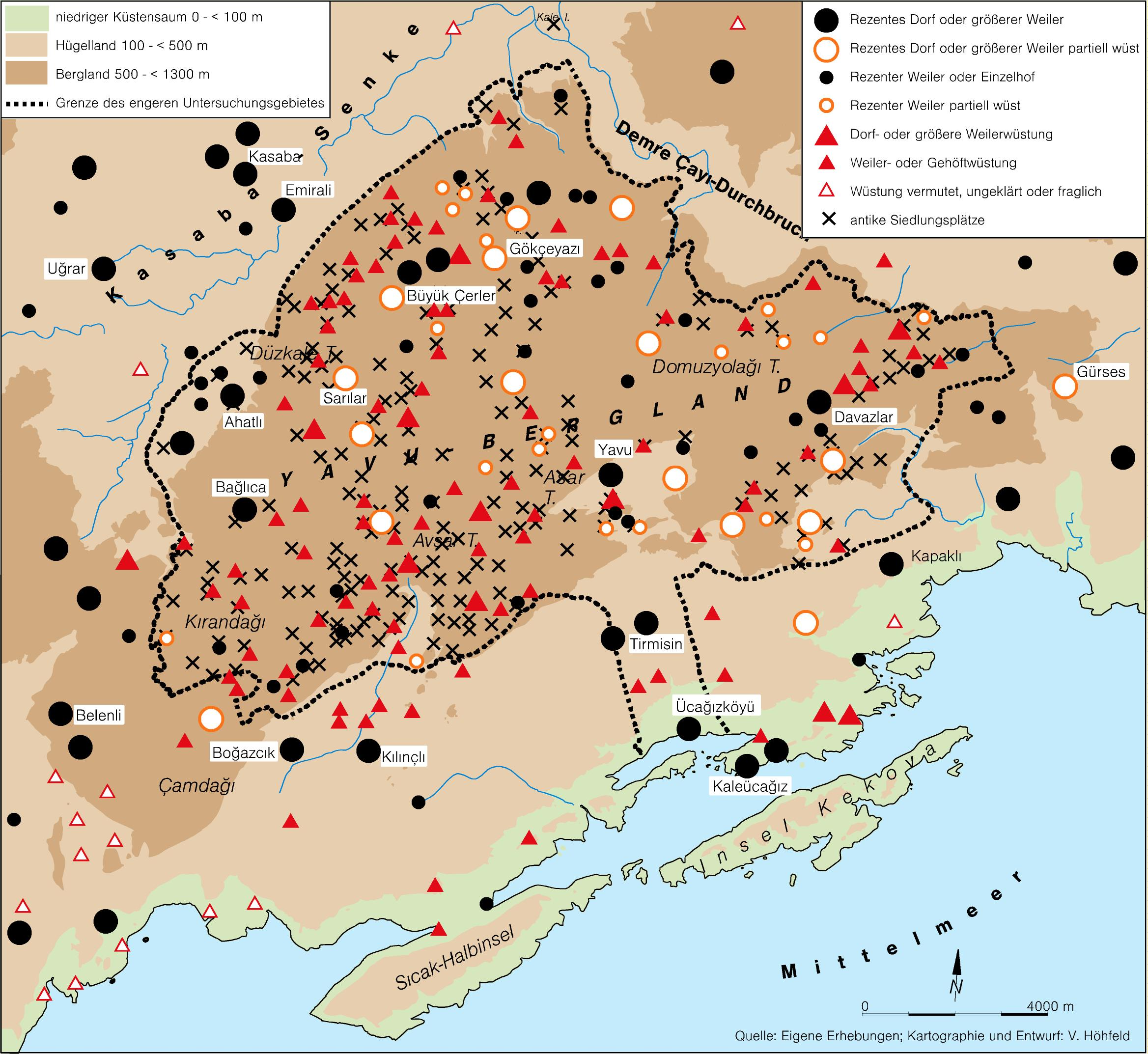
Die Karte zeigt die Situation der Siedlungslandschaft des Yavu-Berglandes Anfang des 21. Jahrhunderts mit besonderer Differenzierung nach Ortstyp bzw. nach rezenten, älteren wüstengefallenen und antiken Orten. Auffällig ist die hohe Dichte antiker Stätten und aufgelassener Siedlungsplätze gegenüber der geringen Zahl bestehender Siedlungen.

## Siedlung und Siedlungsgeschichte
Das Waldbergland von Yavu mit nahezu 100 Siedlungen (einschließlich aller Wüstungen) erscheint heute relativ dicht besiedelt. Allerdings haben geringe wirtschaftliche Möglichkeiten dort die Bauern gezwungen, ihre Siedlungen in zahlreiche kleinste Dörfer, Weiler und Einzelgehöfte aufzusplittern. Zu jeder Gemeinde gehören (verwaltungsmäßig) somit mehrere Ortsteile. Es dominiert nicht das große Haufendorf, wie man es z. B. in Zentralanatolien findet, sondern die Kleinsiedlung. Von den zehn Gemeinden dort hat keine über 400 Einwohner. Die kleinste, Belkonak, hat kaum 50 Bewohner, die größte, der Touristenort Kaleücağız an der Küste bei Kekova, zählt immerhin fast 500 Seelen. Yavu im Zentrum des Berglandes hat mit allen Ortsteilen knapp 300 Bewohner und gehört damit zu den großen Gemeinden der Region.
Die meisten dieser „Großgemeinden“ liegen am Rand der wenigen agrarisch nutzbaren Kleinsenken, einige auch auf kleinen Plateaus im höheren Bergland. Diese Situation und ihre Hintergründe wurden bereits für das 19. Jh. beschrieben. Eingeschlossen sind auch die abgegangenen Siedlungen, darunter auch solche, die man bislang nur anhand von Flurnamen identifizieren kann. Eine detailliertere Dokumentation der Wüstungen im Bergland von Yavu lieferte 1998 V. Höhfeld. Eine städtische Siedlung lässt das wirtschaftliche Potential des Gebiets nicht zu. Prosperierende Kreisstädte, wie Kaş und Demre, liegen randlich sehr nah.
Vor etwa 150 Jahren war die Siedlungsdichte deutlich geringer gewesen und die Region zum großen Teil noch nomadisch genutzt. Noch Ende des 19. Jhs. gab es Yürükenlager bei Sarılar Wachsender Bevölkerungsdruck der jüngsten Vergangenheit hat dazu geführt, dass manche Extremlagen im Yavu-Bergland landwirtschaftlich erschlossen und besiedelt wurden. Die Plätze wurden aber aufgrund mangelnder Wirtschaftlichkeit oft wieder aufgegeben. Zahlreiche verlassene Höfe und Weiler sowie rezente Abwanderungstendenzen liefern hier ein umfangreiches Indizienmaterial. Formen des Nomadismus gibt es in der Gegenwart dort nicht mehr, wohl aber noch die deutliche Erinnerung an derartige Lebensweisen und das Bewusstsein bei großen Teilen der Bevölkerung, nomadisch-türkischer Abstammung zu sein. Ihre Sommersiedlungen (Yayla) haben die Bewohner des Yavu-Berglandes bis heute ebenso beibehalten wie die damit verbundenen jahreszeitlichen Umzüge für mehrere Monate zu eben diesen Sommerorten. Beckensiedlungen, z. B. Tırmısın, Boğazık und Kılınçlı, die aufgrund ihrer geringen Höhe über dem Meeresspiegel besonders unter der sommerlichen Hitze zu leiden haben, sind noch Anfang September fast völlig verlassen. Ihre Bewohner erwarten die kühlere Jahreszeit auf den Sommerfrische-Höhensiedlungen des Elmalı-Plateaus um den Ort Gömbe.
Bislang ist über das wirkliche Alter der meisten Orte dort nahezu nichts bekannt. Viele der Dörfchen und Gehöfte nutzen Baureste aus der Antike, so dass man trotz der nomadischen Vergangenheit den Eindruck einer Siedlungskontinuität aus vorislamischer Zeit bis zur Gegenwart erhält. Reste antiker Stätten sind allgegenwärtig und zeugen von einer damals lebhaften Siedlungsgeschichte. Für die islamische Zeit konnten die vielen Lücken bislang nicht gefüllt werden.

## Landwirtschaft

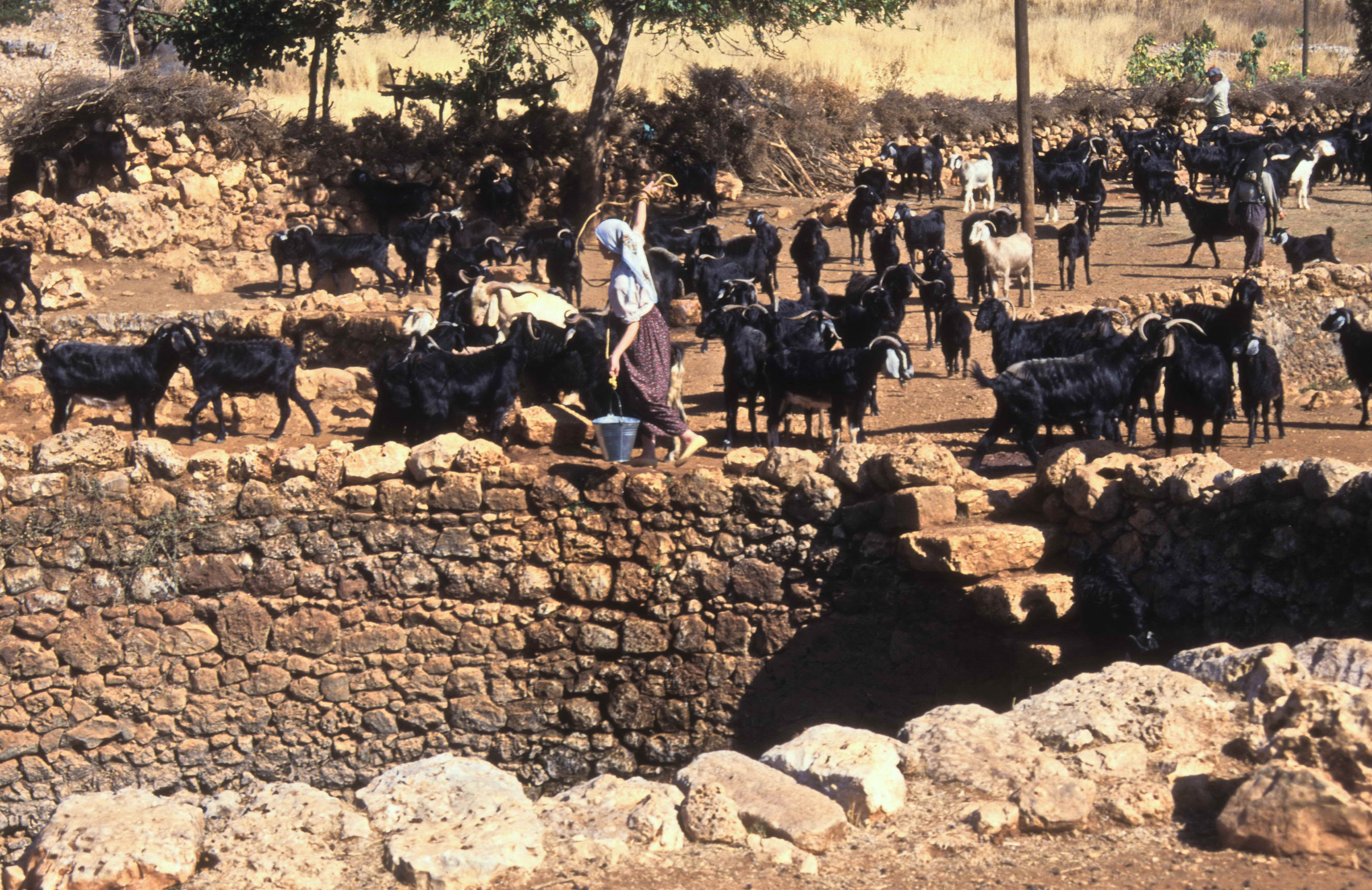
Allgegenwärtig ist die Kleinviehhaltung von Ziegen im Yavu-Bergland: Hier bei der Viehtränke an einer offenen Zisterne bei Nenealanı

Durch die natürlich vorgegebene hydrologische Isolation der Karstlandschaft des Yavu-Berglandes zwischen der steilen Mittelmeerküste und den tiefen Kerben von Kasaba-Senke bzw. Demre Çayı-Durchbruch ist das Yavu-Bergland von endemischer Trockenheit geprägt. Die entsprechende Armut an Quellen bildet, verbunden mit der typisch mediterranen sommerlichen Aridität, einen entscheidenden limitierenden Faktor für einen ökonomisch sinnvollen Feldbau. Noch bis vor wenigen Jahrzehnten basierte die bis dahin äußerst extensive Landwirtschaft im Yavu-Bergland weitgehend auf Kleinviehhaltung (Ziegen) und marginalem Feldbau (Getreide, Kichererbsen). Zudem fehlt an den notwendigen ausgedehnten Agrarflächen, wie sie z. B. die benachbarte Kasaba-Senke oder die Küstenebene von Demre bieten, was einen Prozess der Abwanderung kräftig förderte. Obgleich man seit kurzem diese natürliche Benachteiligung durch Bau von Talsperren im Hinterland und Anlage von Wasserleitungen von ebendort aus zu mildern sucht, ist der vorherrschende Trend zur Hofaufgabe und Abwanderung in die fruchtbaren Küstenebenen und in größere Städte augenfällig, so dass die Siedlungen des Yavu-Berglandes in den letzten Jahrzehnten über 60 % ihrer Bewohner eingebüßt haben. Besonders betroffen davon sind die Orte Belkonak, Çerler, Gökçeyazı und Kılınçlı, aber auch die Gemeinde Yavu. Diese Wanderungsmuster dokumentieren sich nicht zuletzt in sehr komplexen Verwandtschafts-Beziehungen zwischen den Bewohnern der hochgelegenen Gebirgsorte bzw. der Küstendörfer und den „Mutterorten“ im Bergland von Yavu.

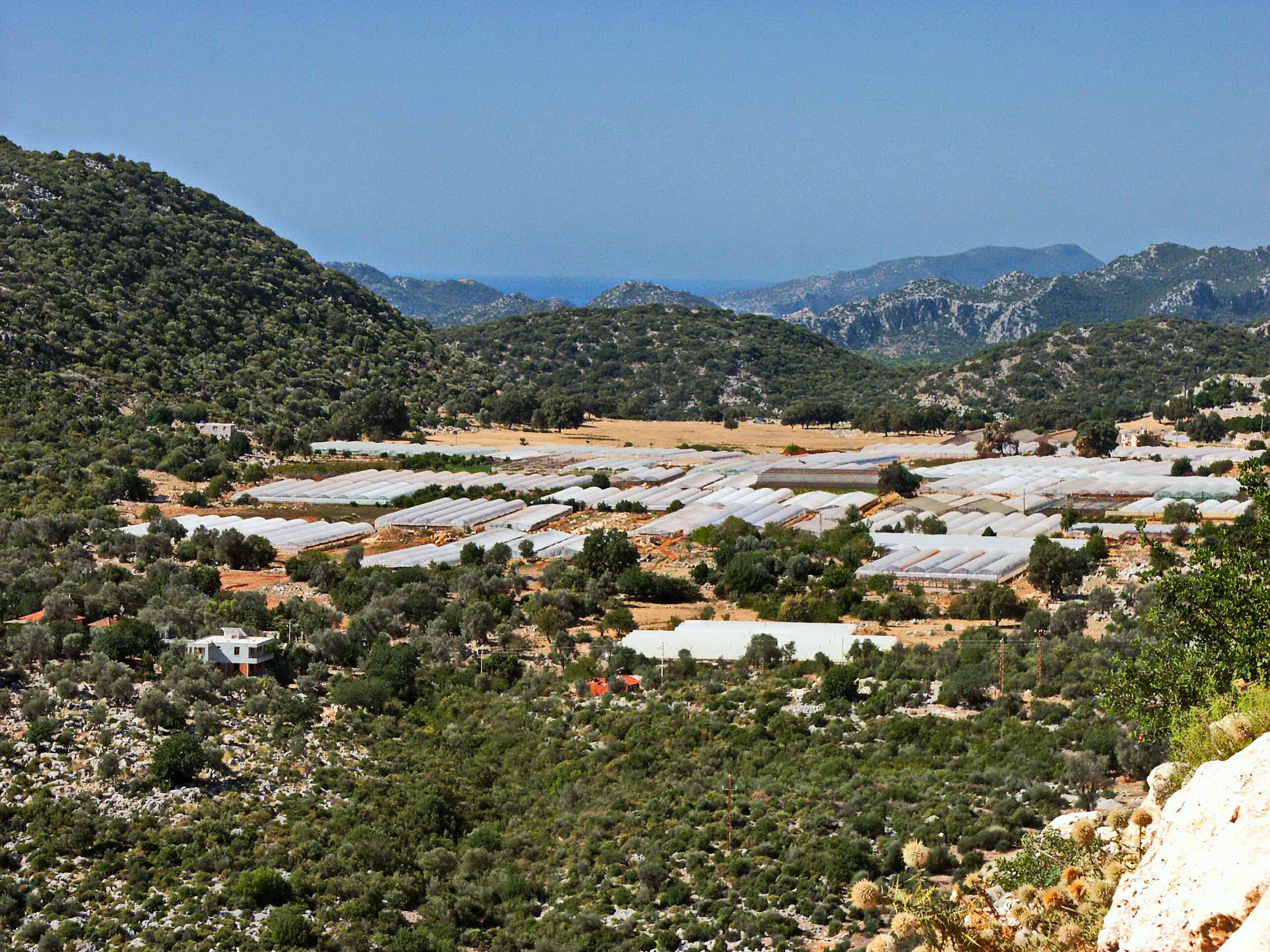
Modernisierung der Landwirtschaft im Yavu-Bergland: Gewächshaus-Anlagen haben die noch vor Jahrzehnten traditionell genutzten Agrarflächen in einer Ova bei Kapaklı erobert

Seit dem Anschluss des Yavu-Berglandes über Wasserleitungen an die Talsperren des Hinterlandes hat sich dort in den letzten 30 Jahren die Landnutzungs-Situation deutlich stabilisiert. Ein Blick ins Internet auf die jüngsten Satellitenbilder von Google Earth zeigt überzeugend, dass die schon seit über einem halben Jahrhundert in den mediterranen Küstenebenen der Türkei praktizierten Treibhauskulturen inzwischen auch die kleinen und größeren Becken des Yavu-Berglandes erfolgreich erobert haben.